# Auray
Auray (bretonsko An Alre) je pristaniško naselje in občina v severozahodnem francoskem departmaju Morbihan regije Bretanje. Leta 2007 je naselje imelo 12.536 prebivalcev.

## Geografija
Kraj leži v severozahodni francoski pokrajini Bretaniji ob reki Loc'h, severno od Morbihanskega zaliva, 20 km zahodno od Vannesa.

## Administracija
Auray je sedež istoimenskega kantona, v katerega so poleg njegove vključene še občine Le Bono, Crac'h, Locmariaquer, Plougoumelen, Plumergat, Pluneret, Saint-Philibert  in Sainte-Anne-d'Auray z 33.356 prebivalci.
Kanton se nahaja v okrožju Lorient.

## Zgodovina
29. septembra 1364 je pri Aurayu potekal odločilni spopad za nasledstvo Bretanije (del stoletne vojne), v katerem je anglo-bretonska vojska pod poveljstvom bretonjskega vojvoda Jana de Montforta porazila franko-bretonsko vojsko, ki ji je poveljeval bretonjski vojvod Karel de Blois.
V času ameriške vojne za neodvisnost (1775-1783) se je v pristanišču na poti v Pariz izkrcal Benjamin Franklin.

## Zanimivosti
Auray je od leta 2006 na seznamu francoskih umetnostno-zgodovinskih mest.
- srednjeveško pristanišče Saint-Goustan,
- cerkev Saint-Gildas, zgrajena 1636, francoski zgodovinski spomenik,
- kapela Lurške Matere Božje (1862-1878),
- kamniti most Saint-Goustan iz 13. stoletja.

## Pobratena mesta
- Ussel (Corrèze, Francija),
- Utting (Nemčija).